# Луций Лициний Лукулл (претор)
Луций Лициний Лукулл (лат. Lucius Licinius Lucullus; II—I века до н. э.) — римский политический деятель и военачальник из плебейского рода Лициниев, претор 104 года до н. э. Во время претуры подавил восстание Тита Веттия в Южной Италии, позже воевал с восставшими рабами в Сицилии.

## Биография
Луций Лициний принадлежал к незнатному плебейскому роду. Его отец, носивший то же имя, был «новым человеком» и занимал консульскую должность в 151 году до н. э.
Первое упоминание о Луции Лицинии в сохранившихся источниках относится к 104 году до н. э., когда он был претором — или городским (praetor urbanus), или по делам иностранцев (praetor peregrinus). В это время в Лукании всадник Тит Веттий поднял восстание рабов. Поскольку консулов в Риме не было, сенат направил на эту войну Лукулла. Тот собрал пятитысячное войско и атаковал повстанцев, занявших оборону на холме. Он подкупил Аполлония («командующего Веттия», по словам Диодора Сицилийского) и благодаря этому одержал полную победу.
В следующем году Лукулл с полномочиями пропретора был направлен в Сицилию, где началось ещё более масштабное восстание рабов. Под его командованием была семнадцатитысячная армия. В сражении при Скирфее Луций Лициний одержал победу, перебив до двадцати тысяч повстанцев, но в дальнейшем он действовал нерешительно — по словам Диодора, «то ли из нерасторопности, то ли потому, что был подкуплен»: он не стал преследовать бегущих, хотя мог уничтожить всю вражескую армию, и к центру восстания, городу Триокала, подошёл только на девятый день после битвы, упустив таким образом возможность занять её без боя. Осада велась вяло, а вскоре Лукулл вообще отступил. Из Рима прислали ему на смену Гая Сервилия, и Луций Лициний, узнав об этом, распустил армию, сжёг лагерь и осадные машины, чтобы преемнику ничего не осталось. На этом его сицилийская кампания закончилась.
В Риме Лукулла обвинил в казнокрадстве некто «авгур Сервилий». Предположительно это был его преемник по сицилийскому командованию, и соответственно судебный процесс датируют 101 годом до н. э., когда Сервилий должен был вернуться в Рим. Именно в это время закончился срок полномочий двух цензоров из рода Цецилиев Метеллов, находившихся в родстве с Лукуллом, так что обвиняемый не получил поддержки и был приговорён к изгнанию. В дальнейшем он жил в Гераклее, что в Лукании; известно, что в 90-е годы до н. э., незадолго до начала Союзнической войны, его навестил там старший сын в компании поэта Архия.

## Семья
Лукулл был женат на Метелле Кальве, дочери Луция Цецилия Метелла Кальва. Этот брак был заключён не позже 119 года до н. э., и в нём родились двое сыновей: в 117 году до н. э. Луций Лициний Лукулл, консул 74 года до н. э., известный как полководец и любитель роскоши, а в 116 году до н. э. — Марк Теренций Варрон Лукулл, консул 73 года до н. э. Последний, носивший при рождении преномен Марк или Публий, перешёл по усыновлению в род Теренциев.